# NGC 180
NGC 180 est une vaste galaxie spirale barrée située dans la constellation des Poissons. NGC 180 a été découverte par l'astronome germano-britannique William Herschel en 1790.

## Caractéristiques
Sa vitesse par rapport au fond diffus cosmologique est de 4 936 ± 24 km/s, ce qui correspond à une distance de Hubble de 72,8 ± 5,1 Mpc (∼237 millions d'al).
À ce jour, cinq mesures non basées sur le décalage vers le rouge (redshift) donnent une distance de 59,440 ± 11,190 Mpc (∼194 millions d'al), ce qui est à l'intérieur des valeurs de la distance de Hubble. Notons cependant que c'est avec la valeur moyenne des mesures indépendantes, lorsqu'elles existent, que la base de données NASA/IPAC calcule le diamètre d'une galaxie et qu'en conséquence le diamètre de NGC 180 pourrait être d'environ 59,3 kpc (∼193 000 al) si on utilisait la distance de Hubble pour le calculer.
La classe de luminosité de NGC 180 est II_III et elle présente une large raie HI.

## Supernova
La supernova SN 2001dj a été découverte le 29 juillet 2001 dans NGC 180 par M. Papenkova et W. D. Li, dans le cadre du programme conjoint LOSS/KAIT (Lick Observatory Supernova Search de l'observatoire Lick et The Katzman Automatic Imaging Telescope de l'université de Californie à Berkeley. Cette supernova était de type II-pec.